# Casearia runssorica
Casearia runssorica Gilg – gatunek rośliny z rodziny wierzbowatych (Salicaceae Mirb.). Występuje naturalnie w Demokratycznej Republice Konga, Sudanie, Ugandzie, Rwandzie, Burundi oraz Tanzanii. 

## Morfologia
PokrójZrzucające liście drzewo lub krzew dorastające do 40 m wysokości.
LiścieBlaszka liściowa jest skórzasta i ma kształt od eliptycznego do jajowatego. Mierzy 7–14 cm długości oraz 4 cm szerokości, jest całobrzega, ma klinową nasadę i niemal spiczasty wierzchołek. Ogonek liściowy jest nagi i dorasta do 10–13 mm długości.
KwiatySą zebrane w pęczki, rozwijają się w kątach pędów. Mają 5 działek kielicha o owalnym kształcie i dorastających do 3 mm długości.
OwoceMają kulistawy kształt i osiągają 1–1,5 cm średnicy.

## Biologia i ekologia
Rośnie w lasach wilgotnych. Występuje na wysokości od 750 do 2450 m n.p.m..